# Thecla bebrycia
Thecla bebrycia är en fjärilsart som beskrevs av William Chapman Hewitson 1868. Thecla bebrycia ingår i släktet Thecla och familjen juvelvingar. Inga underarter finns listade i Catalogue of Life.